# VX الرامي
VX الرامي في الفلك (بالإنجليزية: VX Sagittarii)‏ هو نجم أحمر فائق العملقة يوجد في كوكبة الرامي. وهو من النجوم العملاقة ذات الكتلة الكبيرة حيث تصل كتلته إلى 12 كتلة شمسية.
وهو أحد نجوم قائمة أكبر النجوم حجمًا في مجرة درب التبانة.
يصنف بأنه نجم متغير شبه منتظم بارد بفترة نبض 732 يومًا.

## الأرصاد
لا يمكن رصد النجم الفائق العملقة بالعين المجردة على الرغم من ضخامته وشدة الإضاءة له بسبب بعده الكبير عنا الذي يقدر بـ5100 سنة ضوئية.
عبر التحليل الطيفي للنجم العملاق اتضح أن النجم العملاق يفقد كتلته تدريجيًا عبر رياح شمسية قوية للغاية، وبالرغم من ذلك فإن التغيرات التي تحدث في إضاءة النجم تعد على فترات طويلة نسبيًا.
اتضح فيما بعد أن النجم العملاق لا يقع بداخل كوكبة الرامي تمامًا، بل على حواف التجمع.
يتحرك النجم مقتربًا أو مبتعدًا عن الشمس بسرعة 3 ± 4.2 كلم/ث، القيمة السالبة تعني اقتراب النجمين والموجبة تعني الابتعاد، يتحرك النجم كذلك بمعدل
1.51 ± 6.7- مللي ثانية قوسية/ سنة.
يتغير القدر الظاهري للعملاق الأحمر نتيجة تغير شدة الإضاءة لكنه يتأرجح حول 8.82.
بينما القدر المطلق له يبلغ 1.23-1.73.

## الخصائص
مع نصف قطر يقارب 780,000,000 كلم، يعد VX الرامي من أكبر النجوم حجمًا، بسبب حجمه الهائل فتبلغ متوسط كثافته 0.012 غرام/م³.
لونه أحمر فهو يحتل التصنيف النجمي M5/M6III، لهذا تبلغ درجة حرارة سطح العملاق 2400-3300 كلفن.
يقترب VX الرامي من طور عملاق مقارب.
تبلغ شده الإضاءة للعملاق الأحمر 195,000 ضياء شمسي، بينما أكد التحليل الطيفي للنجم وجود وفرة من الفاناديوم والسيانوجين.